# Внешняя политика Гренады
Внешняя политика Гренады — общий курс Гренады в международных делах. Внешняя политика регулирует отношения Гренады с другими государствами. Реализацией этой политики занимается министерство иностранных дел Гренады.

## История
Исторически Гренада долгое время проводила прозападную внешнюю политику. Из этого не следует, что Гренада играла на международной арене активную роль в период непосредственно до и после получения независимости. В этот период времени внимание лидеров страны было сосредоточено, прежде всего, на региональном уровне, на таких форумах, как Карибское сообщество и Организация Восточно-карибских государств. Помимо региональных вопросов, Гренада обращала внимание на западные державы, в первую очередь на Соединённые Штаты Америки и Великобританию, как на политические модели, экономические рынки, источники иностранной помощи и инвестиций.
Приход к власти Народно-Революционного Правительства Гренады (НРП) вызвал резкий разворот от прежних норм политики страны. Ко времени свержения и убийства премьер-министра Мориса Руперта Бишопа в конце 1983 года Гренада превратилась из относительно скромного члена Содружества наций в политического союзника СССР и Кубы, стремящегося играть более значительную роль на мировой арене. Практически с момента создания Народно-Революционного Правительства Морис Руперт Бишоп начал ослаблять традиционные связи, такие как отношения с Великобританией, и строить прочные связи с СССР и его союзниками. Куба была самой важной из этих новых ассоциаций. Было очевидно, что Морис Руперт Бишоп глубоко восхищался лидером Кубы Фиделем Кастро. После смерти Мориса Руперта Бишопа (и откровений, содержащихся в некоторых документах, захваченных вооруженными силами Соединённых Штатов и стран Карибского бассейна) стало ясно, что он также разделял революционную идеологию Фиделя Кастро. Документы показали, что внешнеполитические деятели Гренады в рамках Народно-Революционного Правительства сильно зависели от кубинцев в плане советов и указаний. Несмотря на провозглашаемый национализм, гренадцы, казалось, были вполне готовы принять кубинскую (и, в более широком смысле, советскую) повестку дня на международных аренах, таких как Организация Объединённых Наций, Движение неприсоединения и Социалистический интернационал.
Отношения Гренады с СССР также укрепились в этот период. Советские специалисты утверждали, что к концу правления режима Мориса Руперта Бишопа партия Новый совместный поход за благосостояние, образование и освобождение считалась «братской» для Коммунистической партии Советского Союза и называлась «новой народно-демократической государственностью», характеристика, которую СССР применяли к восточноевропейским режимам в конце 1940-х годов. Хотя кубинцы предоставили Гренаде большую часть экономической помощи, СССР обязался предоставить необходимое вооружение для наращивания военного потенциала страны и общей милитаризации гренадского общества. За время правления Мориса Руперта Бишопа было подписано три отдельных соглашения о поставке вооружений. В 1983 году после захвата запасов оружия силами Соединённых Штатов и стран Карибского бассейна, материальные средства, находящиеся на острове, были оценены как достаточные для оснащения 10 000 человек; впоследствии записи показали, что ещё не все оборудование, на которое был заключен контракт, было доставлено. Наличие такого арсенала на острове, на котором до 1979 года численность полиции составляла немногим более 100 человек, вызывало озабоченность не только США, но и, в частности, соседних государств восточного Карибского бассейна.
Помимо установления более тесных связей с Кубой и СССР, Гренада также наладила экономические и дипломатические отношения с Вьетнамом, Корейской Народно-Демократической Республикой (Северная Корея), Германской Демократической Республикой (Восточная Германия) и Ливией. Ливийцы были самыми щедрыми из новых источников экономической помощи острова в этот период. События октября 1983 года выявили ограниченность политики НРП. Насильственные действия, предпринятые Уинстоном Бернардом Кордом и Хадсоном Остином, очевидно, застали Советский Союз, Соединённые Штаты и Кубу врасплох. Быстрое вторжение США на Гренаду не оставили времени для кубинцев или местных сил для укрепления обороны острова и предоставления дополнительных припасов и подкрепления для войск, даже если бы Куба решилась на это. Речи Фиделя Кастро после вмешательства показали, что Куба не была готова выделить значительные силы для защиты Гренады. СССР, очевидно, придерживался той же линии мышления, будучи ограниченным как географией, так и политикой.
В настоящее время Гренада является членом Карибского банка развития, КАРИКОМ, Организации Восточно-карибских государств и Содружества наций. В 1974 году она присоединилась к Организации Объединённых Наций, а в 1975 году — к Всемирному банку, Международному валютному фонду и Организации американских государств. Гренада также является членом Региональной системы обороны.